# Lâu đài Howard
Lâu đài Howard là một lâu đài ở miền bắc Yorkshire, nước Anh, cách York 15 dặm (24 km) về phía bắc. Một trong những tòa nhà ở tư nhân lớn nhất ở Anh, phần lớn tòa lâu đài được xây dựng giữa năm 1699 và 1712 cho Đệ tam bá tước Calisle, theo một thiết kế bởi Sir John Vanbrugh. Mặc dù Lâu đài Howard được xây dựng gần khu vực của đổ nát của lâu đài Henderskelfe, nó không phải là một lâu đài thực sự, nhưng thuật ngữ này thường được sử dụng đối với các căn nhà đồng quê Anh được xây ra thời kỳ xây dựng nhiều lâu đài (1500) không có chức năng quân sự.
Lâu đài Howard đã là nhà một phần của gia đình Howard trong hơn 300 năm. Nó đã quen thuộc với khán giả truyền hình và phim là hư cấu "Brideshead", cả trong Granada truyền hình của năm 1981.